# Léon Carré

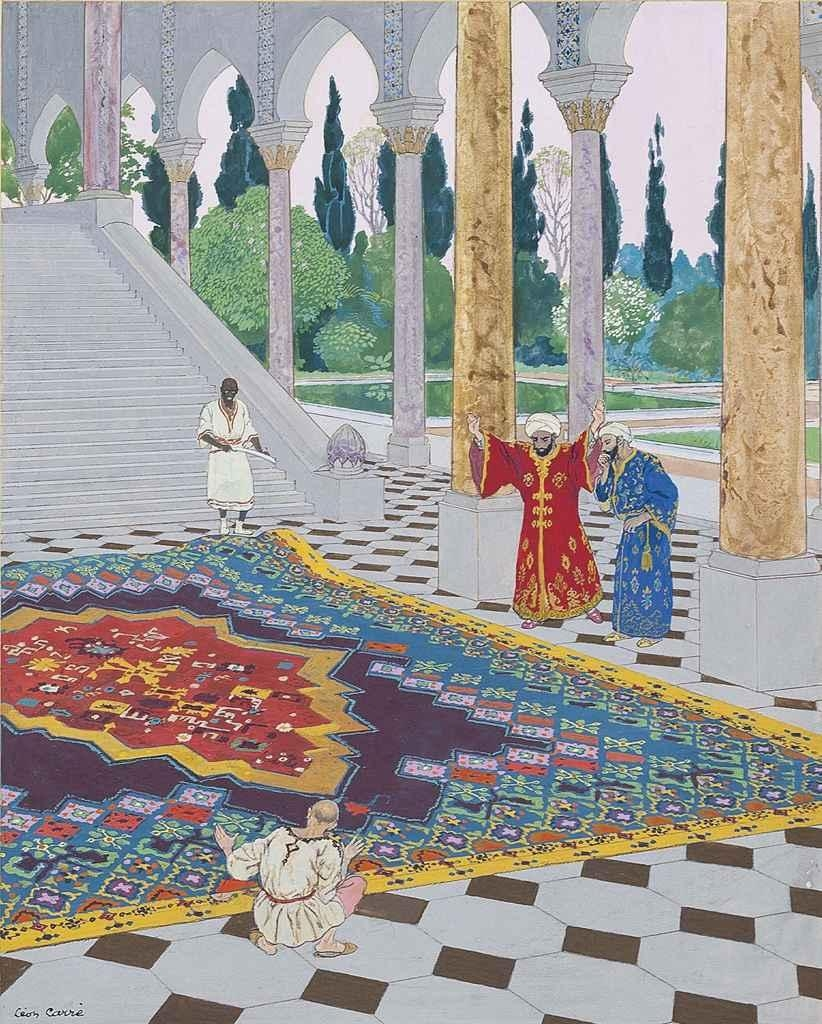
Geschichte aus Tausendundeine Nacht: Der wunderbare Teppich

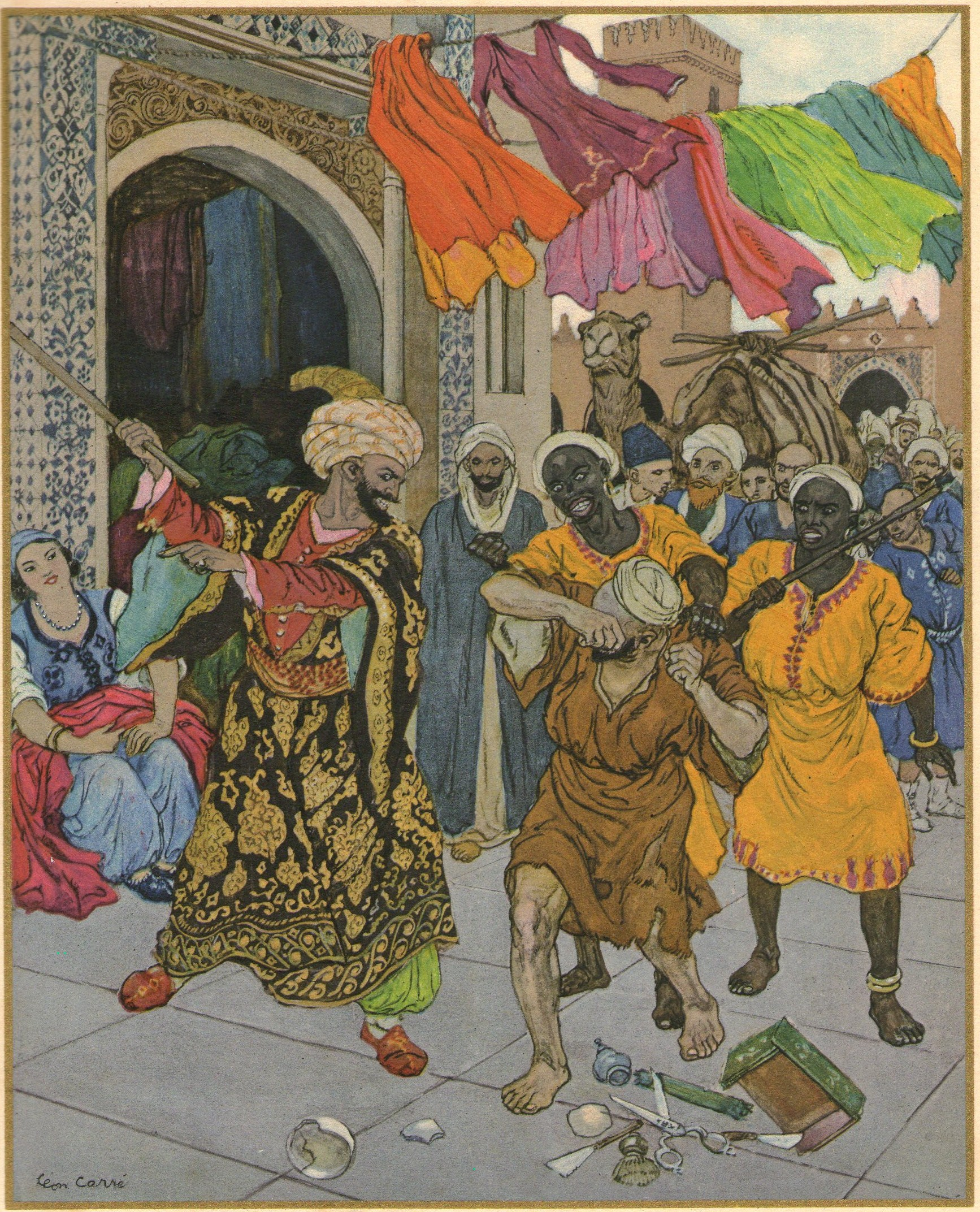
Geschichte aus Tausendundeine Nacht

Léon Georges Jean-Baptiste Carré (* 23. Juni 1878 in Granville; † 2. Dezember 1942 in Algier) war ein französischer Maler des Orientalismus. Er zählt zu den Malern der sogenannten École d’Alger.

## Leben
Léon Carré war an der École des beaux-arts in Rennes Mitschüler von Mathurin Méheut. Im Alter von 19 Jahren verließ er die Bretagne mit dem erlernten Beruf eines Dekorateurs und studierte in Paris an der École des beaux-arts bei Léon Bonnat und Luc-Olivier Merson. Er stellte 1900 bei der Société des Artistes Français aus; 1905 auf dem Salon des Independants; 1907 auf dem Salon de la Société nationale des beaux-arts und 1911 auf bei der Société du Salon d’Automne.
Carré begann seine künstlerische Laufbahn mit Szenen aus dem Pariser Straßenleben. Er reiste 1904 erstmals nach Algier, 1905 ein zweites Mal. Eines seiner ersten orientalistischen Werke, der „Arabische Marktplatz“, brachte ihm 1905 den Paul-Chenavard-Preis 2. Klasse ein. Später wurde er nochmals im Chenavard-Wettbewerb ausgezeichnet.
Léon Carré wurde gemeinsam mit seinem Freund Jules Mignonney 1909 für zwei Jahre Stipendiat an der Villa Abd-el-Tif in Algier, die zwei Jahre zuvor von Gouverneur Charles Jonnart für Künstler aus Frankreich gegründet worden war. Nach der Heirat mit der Malerin Anne Marie Lederer, genannt „Ketty“, (1882–1964) im Jahr 1909 bezog das Ehepaar eine Villa in Abd-el-Tif, einem Viertel, in dem bereits einige Künstler des Orientalismus ansässig waren. In dieser Zeit zeichnete Carré viele Zeichnungen orientalischer Szenen. Carré verbrachte den größten Teil des Jahres 1911 in Spanien, wo er seine Begeisterungen für Szenen aus dem Stierkampf entwickelte.
Nach dem Ersten Weltkrieg entwarf Carré Touristenplakate und Briefmarken für die Bank von Algerien, eines seiner Werke, „Die Ruinen von El Djem Amphitheater in Tunesien“, stand 1942 auf der 50-Franc-Banknote der Bank von Algerien. Im Jahr 1927 trug er zur Dekoration des Passagierschiffes „Île-de-France“ bei. Er schuf Illustrationen für das von Joseph-Charles Mardrus übersetzte Buch „Tausend und eine Nacht“ in zwölf Bänden (1926–1932).
Léon Carré wurde 1936 zum Ritter der Ehrenlegion ernannt. Er starb am 2. Dezember 1942 in Algier in seinem Atelier in der Rue Dumont-d’Urville, wo er seit dem Krieg gelebt hatte.

## Illustrierte Werke
- Charles Leconte de Lisle: Poèmes barbares, imprimé pour Jean Borderel, 1911.
- Franz Tousssaint: Le jardin des caresses. Editions d’Art H. Piazza, Paris 1921.
- Le livre des mille nuits et une nuit (Tausendundeine Nacht). Übersetzt von Joseph-Charles Mardrus. „Illustrations de Léon Carré, décorations et ornements de Mohammed Racim“, 12 Bände, Editions d’Art H. Piazza, Paris 1926–1932.
- Gustave Michaut: Aucassin et Nicolette. Editions d’Art H. Piazza, Paris 1929.